# Oncopsis punctatissima
Oncopsis punctatissima är en insektsart som beskrevs av Jacobi 1941. Oncopsis punctatissima ingår i släktet Oncopsis och familjen dvärgstritar. Inga underarter finns listade i Catalogue of Life.